# Palacio Pretoriano (Arezzo)
El Palacio Pretoriano (en italiano Palazzo Pretorio) es un edificio de gran valor histórico situado en el centro histórico de Arezzo (Toscana, Italia).

## Historia
Fue creado tras la fusión de varios palacios del siglo XIII, a saber, de las familias güelfas de los Albergotti, los Lodomeri y los Sassoli, mientras que la fachada tiene numerosos escudos de armas de podestà y capitanes que trabajaron en Arezzo desde la primera mitad del siglo XV.
Entre 1600 y 1926, las instalaciones del edificio se utilizaron como prisión. Después de una importante restauración, fue sede del Museo Medieval y de la Pinacoteca, y desde 1959 alberga la Biblioteca Municipal de Arezzo.